# Anatolie (Botnari)
Anatolie (rodným jménem: Gheorghe Tomici Botnari; * 3. května 1950, Pitușca) je moldavský duchovní Moldavské pravoslavné církve emeritní arcibiskup cahulský a comratský.

## Život
Narodil se 3. května 1950 v Pitușce v rodině psalomščika (zpěvák žalmů).
Roku 1971 začal studovat v Oděském duchovním semináři, který dokončil roku 1974. Dne 3. března 1974 byl metropolitou oděským a chersonským Sergijem (Petrovem) vysvěcen na diakona a 31. března na jereje. V letech 1974-1975 byl představeným chrámu sv. Michaela v Coşcodeni a poté v chrámu sv. Michaela v Abaclia. Roku 1990 byl povýšen na protojereje.
Dne 28. srpna 1998 byl metropolitou kišiněvským a celého Moldavska Vladimirem (Cantareanem) postřižen na monacha a 30. srpna byl povýšen na archimandritu. Stejného roku dokončil studium na Moskevské duchovní akademii.
Roku 1998 byl Svatým synodem Ruské pravoslavné církve jmenován biskupem cahulským a căușenijským. Biskupská chirotonie proběhla 12. září 1998. Hlavním světitelem byl patriarcha Alexij II. a spolusvětiteli byli metropolita volokolamský Pitirim (Něčajev), metropolita kišiněvský a celého Moldavska Vladimir (Cantarean), arcibiskup solněčnogorskij Sergij (Fomin), arcibiskup istrijský Arsenij (Jepifanov), biskup bronický Tichon (Jemeljanov), biskup orechovo-zujevský Alexij (Frolov) a biskup dubăsarský Justinian (Ovčinnikov).
Dne 6. října 1999 se stal biskupem cahulským a comratským.
Dne 16. května 2021 byl při liturgii v chrámu Krista Spasitele v Moskvě povýšen patriarchou moskevským Kirillem na arcibiskupa. Od 15. května 2025 je emeritním arcibiskupem.

## Řády a vyznamenání

### Církevní
- 2013 – Řád svatého Innokentija Moskevského 2. třídy
- 2015 – Řád "Za církevní zásluhy" 1. třídy (Moldavská pravoslavná církev)
- 2018 – Řád svatého blahověrného knížete Daniela Moskevského 3. třídy